# Le Carillon de Vendôme
Pour les articles homonymes, voir Carillon (homonymie).
Le Carillon de Vendôme est une comptine française du XVe siècle, en forme de canon. Elle tient son nom du carillon (ensemble de cloches pris comme instrument de musique), et de la ville de Vendôme.
Cette chanson a été créée dans le royaume de France pour décrire les dernières possessions du dauphin Charles en 1420.

## Histoire et origines
Au XVe siècle, dans le cadre de la guerre de Cent Ans, le dauphin Charles, après avoir été déshérité à la suite du traité de Troyes signé en 1420, se retrouve en possession des villes d'Orléans, Beaugency, Cléry, Vendôme et Bourges.
Le Carillon de Vendôme est une chanson, qui aujourd'hui est devenue une chanson enfantine, qui décrit cet état de faits. Le texte d'origine en est le suivant:
Orléans, Beaugency, Cléry et Vendôme sont quatre communes situées dans l'actuelle région Centre-Val de Loire et l'ancienne province de l'Orléanais ; Notre-Dame de Cléry désigne la basilique Notre-Dame de Cléry-Saint-André (Loiret).
À Vendôme, en Loir-et-Cher, de 7 heures à 21 heures, on entend toutes les heures ce carillon, qui précède les coups de l'horloge Saint-Martin.
À Beaugency, il est joué depuis le clocher de Saint-Firmin trois fois par jour, à 8 h 10, 12 h 10 et 19 h 10. 
À Cléry-Saint-André, il est joué à 7 h 00, matin et soir, ainsi qu'à midi, par les cloches de Notre-Dame de Cléry.
À Orléans, l'église Saint-Donatien le fait entendre également.

## Choix des villes de la liste
Charles VII, le « petit roi de Bourges », possédait quand même plusieurs autres territoires de plus grande importance que ceux qui sont cités dans la chanson : outre sa capitale Bourges, capitale du duché fidèle de Berry, il y a aussi Poitiers, capitale du duché d'Aquitaine où siège le Parlement du dauphin, ou encore Chinon, vaste forteresse où Jeanne d'Arc  le reconnaîtra, etc.
Faute de document d'époque sur les conditions de rédaction de la chanson, on est réduit aux conjectures :
- Une hypothèse est que la chanson a été composée à Bourges « en l'honneur » du dauphin, présent dans la ville[3]. La modestie de ses habitants explique l'absence de Bourges (mais pas des autres villes...)
- Si l'on considère au contraire que la chanson est ironique[4], alors on peut penser que citer des fiefs mineurs seulement discrédite encore davantage le « petit roi de Bourges ».

## Paroles
Mes amis, que reste-t-il ?

À ce Dauphin si gentil ?

Orléans, Beaugency,

Notre-Dame de Cléry,

Vendôme, Vendôme !

Les ennemis ont tout pris

Ne lui laissant par mépris

Qu'Orléans, Beaugency,

Notre-Dame de Cléry,

Vendôme, Vendôme !